# Совденевичи (Логойский район)
Совденевичи или Савденевичи (бел. Саўдзеневічы) — деревня в Логойском районе Минской области Беларуси. Входит в состав Янушковичского сельсовета.

## География
Располагается в 30 км от МКАД, в 15 км от районного центра и в 15 км от горнолыжного комплекса Силичи на реке Слижанка.

## Этимология
Известное прусское имя Saude, откуда прусские топонимы Sauden, Sauditen. Антропонимический суффикс -en- в старых литовских именах Vaidenis, Kaitenis, от которых топонимы Войдени, Койтени.

## История
Совденевичи впервые упоминаются в письменных источниках в XVI веке. На 1582 год двор Совденевский (также встречается название Ширяевский), который принадлежал Ш. Левковичу и его жене Т. Ширяевской. На 1705 год в населённом пункте насчитывалось 25 дворов. В районе деревни располагался батальонный район обороны «III» Минского укрепрайона, в непосредственной близости от неё располагались 3 ДОТа, которые были взорваны немецкими сапёрами. В период ВОВ в этом регионе действовали карательные отряды СС. 

## Население
- 1800 — 252 жителя
- 1897 — 264 жителя (согласно переписи населения Российской империи)
- 1909 — существовало два населённых пункта Совденевичи-1 и Совденевичи-2 с населением 266 и 251 человек соответственно
- 1941 — 35 жителей
- 1969 — 153 жителя
- 2003 — 153 жителя
- 2010 — 54 жителя[2]

## Достопримечательности

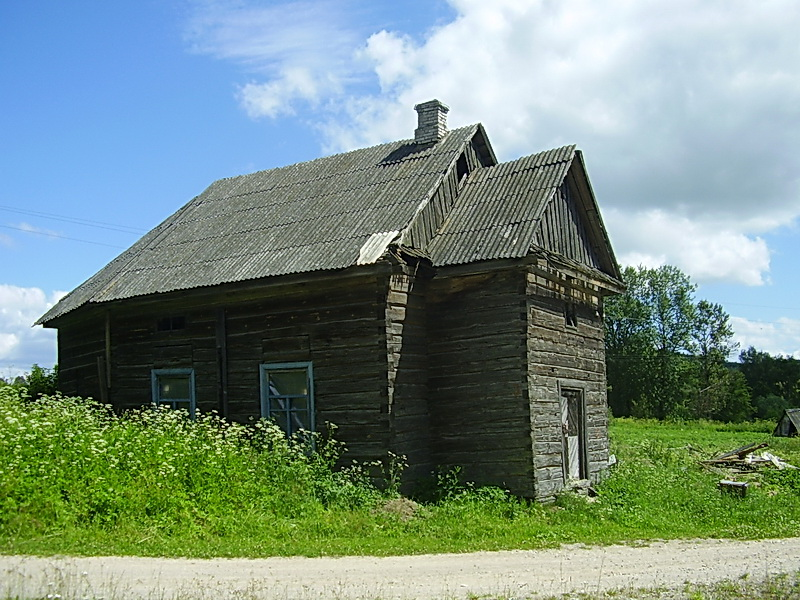
Церковь Св. Георгия

- Церковь Св. ГеоргияЦерковь Святого Георгия, построенная в конце XIX-начале XX веков[3]. Первоначально храм стоял на рядом расположенном кладбище, там до сих пор находятся остатки его фундаментов.
- Фрагменты 3-х ДОТов, сохранившихся со времён Великой Отечественной войны.